# Амазонська область

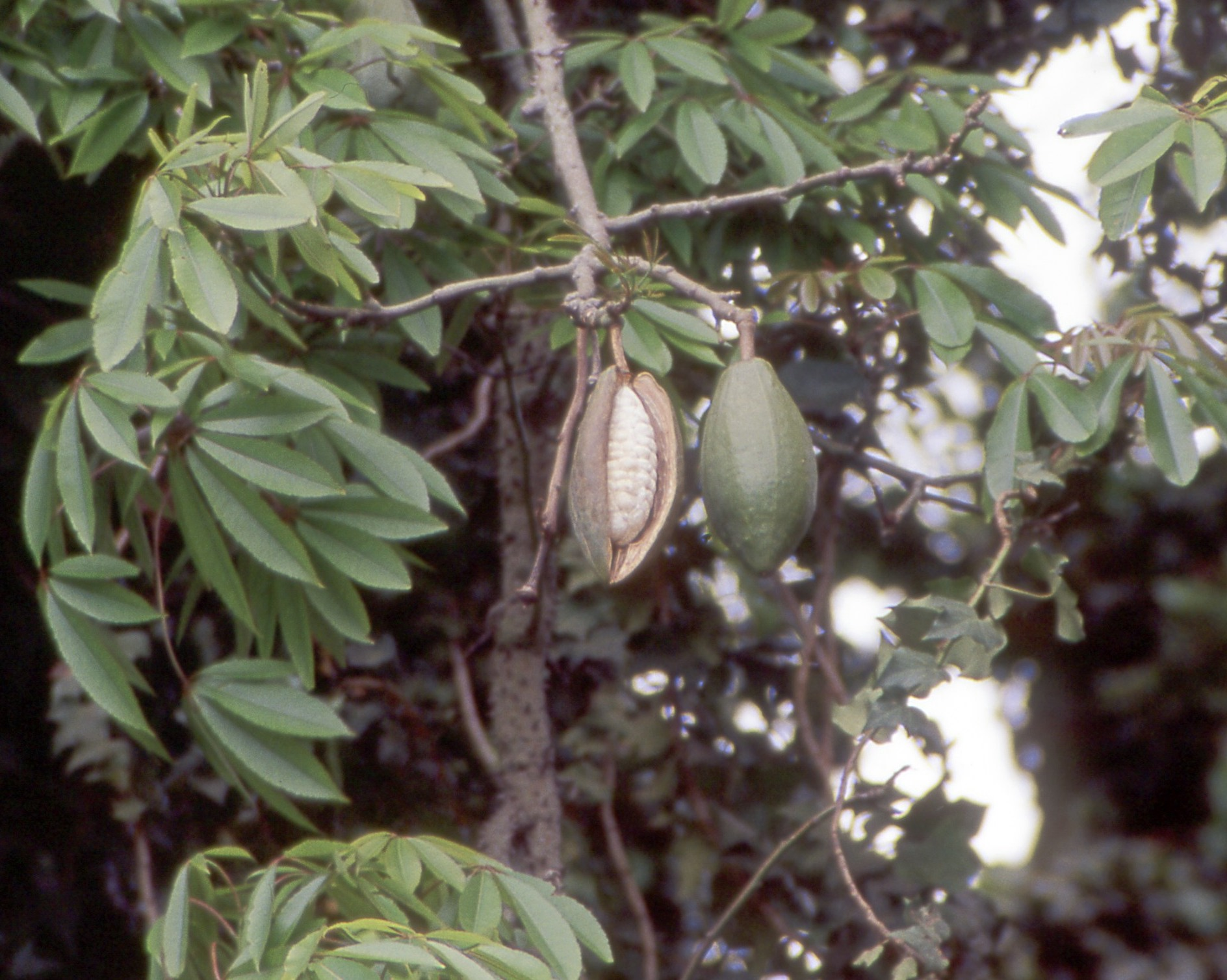
Листя і плоди бавовняного дерева (Ceiba pentandra)

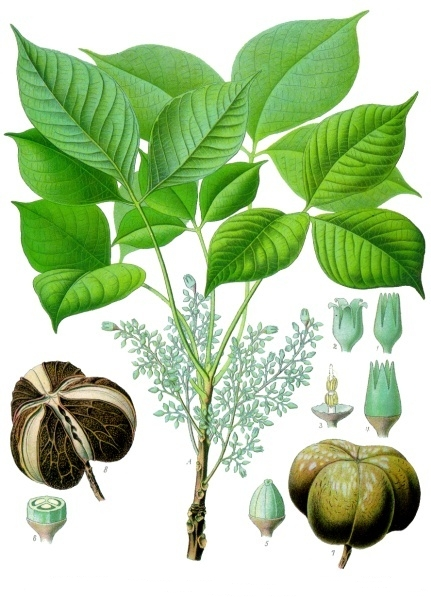
Гевея бразильська

Амазонська область — одиниця флористичного районування в біогеографії і екології. Входить в Неотропічне флористичне царство. Займає територію Амазонської низовини. Клімат на її території — екваторіальний, без яскраво виражених сезонів, з високими температурами повітря і великою кількістю опадів. Зайнята в основному вологими екваторіальними лісами (синоніми — гілея, сельва). Це — найбільший у світі масив екваторіальних і тропічних лісів.

## Флора
Флора А.о. — одна з найбагатших як в Неотропічному царстві, так і в цілому на Землі. У ній представлено лише одна ендемічна родина, але не менше 500 ендемічних родів і не менше 3000 ендемічних видів. За різноманітністю рослинних форм екваторіальні ліси не мають рівних у світі. Тут росте 60 видів ендемічних пальм, різноманітні бамбуки, поширені мімози. Велике число озер і багатоводна добре розвинена річкова мережа служать причиною широкого поширення водних рослин. Серед них — ендемік королівська регія (Victoria regia, вікторія амазонська), велетенська рослина з листям до 1,5 м. Добре відома гевея (Hevea brasiliensis), каучуконос, завдяки якому у світі з'явився такий незамінний продукт, як гума. Характерні для гілеї: бертолеція (дерево до 45 м заввишки), динне дерево (папая), сейба (вовняне дерево), шоколадне дерево (Theobroma cacao), бобові, лаврові.